# كيفن أوكونور (كاتب)
كيفن أوكونور (بالإنجليزية: Kevin O'Connor)‏ هو كاتب أمريكي، ولد في 1967 في نيويورك في الولايات المتحدة.